# Alepia longinoi
Alepia longinoi är en tvåvingeart som beskrevs av Quate och Brown 2004. Alepia longinoi ingår i släktet Alepia och familjen fjärilsmyggor.
Artens utbredningsområde är Costa Rica. Inga underarter finns listade i Catalogue of Life.